# Liste der Bürgermeister der Stadt Leer

Wappen der Stadt Leer (Ostfriesland)

Diese Liste umfasst die Bürgermeister der Stadt Leer in Ostfriesland seit 1812. Damals setzten die französischen Besatzer erstmals einen Bürgermeister (Maire) ein. 1823 erlangte Leer das Stadtrecht, seitdem gibt es offiziell den Titel des Bürgermeisters.
Zudem sind separat auch die Stadtdirektoren zwischen 1946 und 1997 aufgeführt. In jenem Jahr wurde in Leer die Eingleisigkeit eingeführt und der Posten des Stadtdirektors als Chef der Verwaltung abgeschafft. Zwischen 1946 und 1997 übte der Bürgermeister sein Amt also ehrenamtlich aus. Günter Boekhoff (Amtszeit von 1973 bis 2001) war daher zunächst ehrenamtlicher Bürgermeister der Stadt Leer, später noch vier Jahre lang hauptamtlicher Bürgermeister.

## Bürgermeister
| Amtsperiode | Bürgermeister                                    |
| ----------- | ------------------------------------------------ |
| 1812–1814   | Maire Willem Cramer von Baumgarten               |
| 1814–1842   | Abraham Ehrlenholtz (bis 1823 provisorisch)      |
| 1843–1852   | Adolf Wilhelm Hillingh                           |
| 1852–1857   | Georg Heinrich Leonhard Schow                    |
| 1857–1888   | Julius Pustau                                    |
| 1888–1913   | August Dieckmann                                 |
| 1914–1917   | Stadtsyndikus Gerhard Tschackert (kommissarisch) |
| 1917–1920   | Emil Helms                                       |
| 1920–1933   | Erich vom Bruch                                  |
| 1933–1945   | Erich Drescher                                   |
| 1945–1946   | Albrecht Graf von Wedel                          |
| 1946        | Johann Epkes                                     |
| 1946        | Hermann Uebel                                    |
| 1946–1948   | Louis Thelemann                                  |
| 1948–1950   | Ernst Stendel                                    |
| 1950–1964   | Hermann Uebel                                    |
| 1964–1968   | Friedrich Geerdes                                |
| 1968        | Heinrich Klasen                                  |
| 1968–1973   | Horst Milde                                      |
| 1973–2001   | Günther Boekhoff                                 |
| 2001–2014   | Wolfgang Kellner (parteilos)                     |
| 2014–2021   | Beatrix Kuhl (CDU)                               |
| seit 2021   | Claus-Peter Horst (parteilos)                    |

## Stadtdirektoren
| Amtsperiode | Stadtdirektoren  |
| ----------- | ---------------- |
| 1946–1948   | Johann Epkes     |
| 1948–1969   | Hermann Bakker   |
| 1970–1976   | Walter Klein     |
| 1977–1978   | Gerhard von Haus |
| 1979–1991   | Andreas Schaeder |
| 1991–1996   | Manfred Pühl     |